# Parco nazionale Prince Albert
Il parco nazionale Prince Albert (in inglese Prince Albert National Park) è un parco nazionale situato in Saskatchewan, in Canada.